# Estany de Salses
L'estany de Salses, també anomenat estany de Leucata (en occità estanh de Leucata, en francès étang de Salses o étang de Leucate) és un estany d'aigua dolça i salada, el més septentrional dels Països Catalans, amb la part nord que banya terres occitanes. La paraula estany aquí és l'equivalent del que s'anomena albufera a altres contrades catalanoparlants. Té una superfície de 5.850 ha, uns 14 km de nord a sud i una fondària màxima entre els 3,2 metres i els 3,7m.
La part catalana de l'estany, la meridional, es divideix entre els termes comunals del Barcarès, Sant Llorenç de la Salanca, Sant Hipòlit de la Salanca i Salses, i l'occitana, la septentrional, entre els de Leucata i Fitor.
És compost de dues cubetes, una a la banda de Salses i l'altra a la de Leucata (d'aquí el seu nom ambivalent), connectades per un gran espai submergit, però poc fondo.

## Geografia

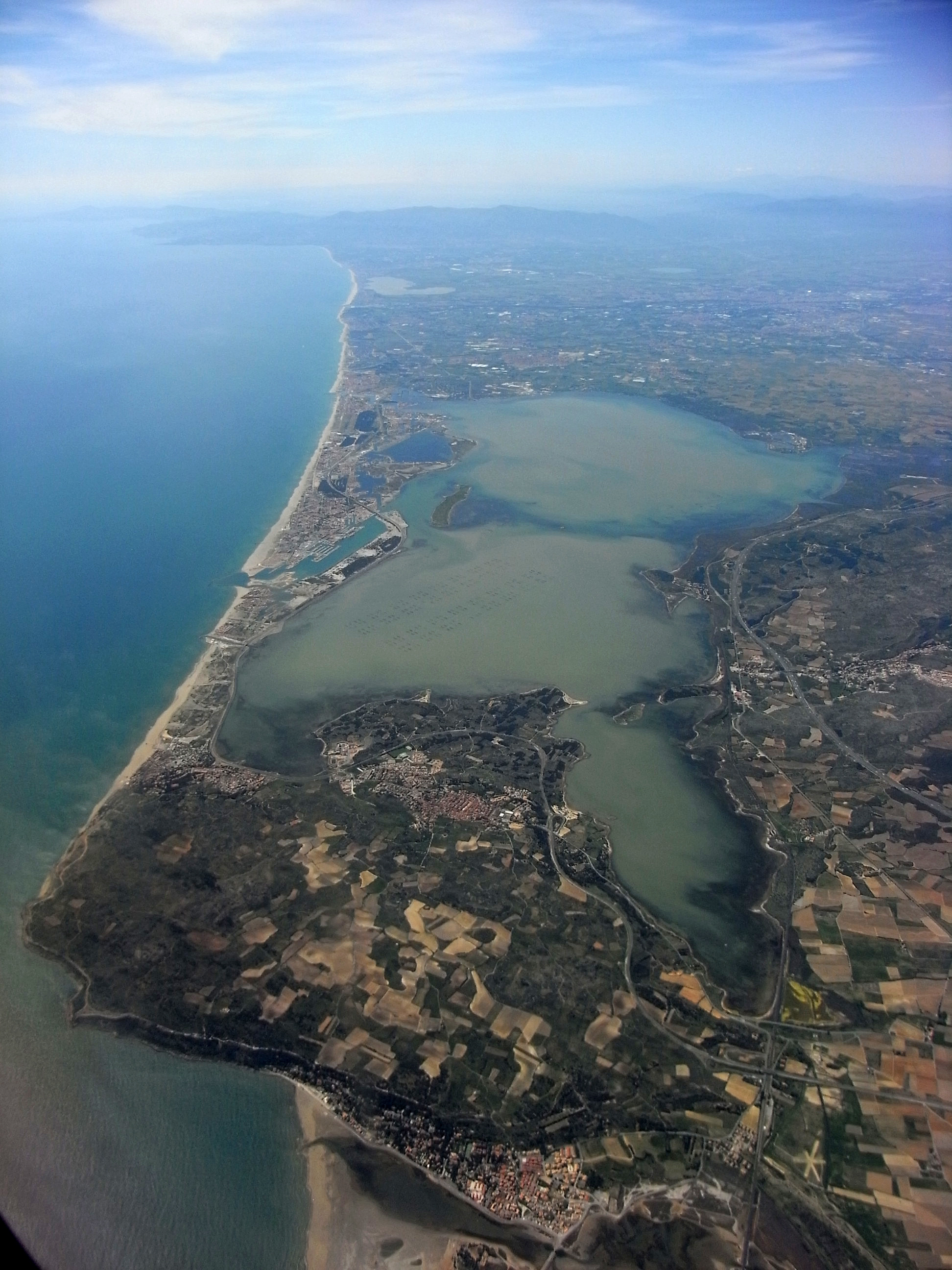
Vista aèria del llac, paral·lel al mar i separat d'aquest per una fina llenca de terra

L'estany està situat a la frontera entre la Catalunya del Nord i el Llenguadoc, administrativament entre els departaments dels Pirineus Orientals i de l'Aude. Les terres septentrionals del Rosselló situades al voltant de l'estany pertanyen a la subcomarca de la Salanca.
L'estany és alimentat per aigua dolça provinent essencialment de dos afloraments de la capa freàtica del karst de les Corberes, un d'ells la Font d'Estramar. També rep l'afluència d'alguns cursos d'aigua, com l'Agulla Grossa o l'Agulla Ventosa, totes dues en el terme de Sant Hipòlit de la Salanca.
Comunica amb la Mediterrània a través de tres canals o graus equipats amb portes, que es mantenen obertes o tancades en funció de l'estació de l'any o de la migració dels peixos. Està separat de la mar per una llarga fletxa sorrenca travessada per una carretera on s'han establert diversos equipaments turístics, tant del Barcarès com de Leucata.

## Activitats
Tradicionalment, les aigües de l'estany s'han dedicat a la pesca de les espècies lacustres, la piscicultura i la cria de mol·luscs.
El turisme es desenvolupa als ports de Leucata i del Barcarès, especialment al nucli de Port Barcarès, a les urbanitzacions de les Capitelles, els Brigandins, les Barcarelles i la Codalera, on hi ha un petit percentatge d'habitants permanents, tanmateix.
Entre 1925 i 1936 l'empresa aeronàutica Latécoère tingué a Sant Llorenç de la Salanca una base aeronaval per a provar els seus hidroavions.

Vista des de l'est
Vista des de oest